# Aperileptus infuscatus
Aperileptus infuscatus là một loài tò vò trong họ Ichneumonidae.